# Љутомир
Љутомир (лат. Luthomirus) је личност из Летописа попа Дукљанина, о коме нема помена у другим историјским изворима. Према слову Летописа, потицао је из рода великог жупана Тихомила. Исти Летопис помиње Љутомира као потоњег великог жупана у Рашкој области, а његову владавину смешта оквирно у период између владавине Тихомила, који је према истом казивању био савременик Часлава, познатог српског владара из прве половини 10. века, и потоње владавине неименованог великог жупана који је побегао из Рашке пред византијском војском у време цара Јована I Цимискија (969-976).

## Казивање у Летопису
Према Летопису попа Дукљанина, Љутомир је био велики жупан у Рашкој области у време када се из изгнанства у Риму вратио син Часлављевог полубрата Петрислава, по имену Павлимир Бело. Према казивању Летописа, Павлимира су за краља прихватили сви обласни банови и жупани у српским земљама, осим Љутомира. Стога је Павлимир заратио са њим, поразивши Љутомирову војску код реке Лим и нагнавши га у бекство. Када је бежећи стигао до реке Ибра, Љутомира су убили његови људи желећи да стекну наклоност Павлимира.
Исти Летопис даље помиње, на хронолошки недоследан начин, да је неименована ћерка великог жупана Љутомира била удата за Драгимира, који је био стриц дукљанског кнеза Јована Владимира. Из тог брака родио се као посмрче Доброслав, којме су у Летопису приписана дела стварне историјске личности - познатог српског кнеза Стефана Војислава.

## Претпоставке
Поменути подаци о Љутомиру из Летописа попа Дукљанина различито су вредновани у историографији, уз изношење бројних претпоставки о тадашњим приликама у српским земљама, али без шире сагласности, пошто неки истраживачи Љутомира сматрају стварном историјском личношћу, док други изражавају опрез, услед одсуства потврде у другим изворима и непоузданости казивања у самом Летопису.

## Извори и литература